# Грасгоф, Григорий Людвигович
Григорий Людвигович Грасгоф (25 декабря 1831, Кушвинский завод, Пермская губерния — 5 мая 1888, Нижне-Сергинский завод, Пермская губерния) — горный инженер, директор Горного департамента, действительный статский советник.

## Биография
Родился 25 декабря 1831 года в семье горного инженера на русской службе, смотрителя Кушвинского завода Грасгофа Людвига Богдановича, родившегося в 1802 году на Гарце в Саксонии.
В 1852 году окончил Горный институт. В службу определён на Урал, в Гороблагодатские заводы. Управитель Баранчинского завода (1853).
В 1853—1854 гг. находился в экспедиции Гофмана для геогностических исследований Уральских горнозаводских округов.
В 1854 году — смотритель Серебрянского завода, затем смотритель Кушвинского (1856), Верхнетуринского (1857) заводов.
В 1857 году командирован в Англию для изучения опыта изготовления стали по методу Г. Бессемера. Управляющий Верхнетуринского завода (1859).
В 1862—1863 гг. — капитан, управляющий Верхне-Туринского завода: проводил опыты по бессемерованию, командирован (1862) в Швецию для изучения производства артиллерийских орудий.
В 1864 году возглавил строительство Пермского чугуннопушечного завода, его управляющий (1866), наладил массовый выпуск чугунных пушек разного калибра. Один из цехов завода получил название «Грасгофская фабрика». Руководил отливкой первого 20-дюймового гладкоствольного чугунного орудия, одного из крупнейших в мире, успешно выдержавшего испытания. Его модель демонстрировалась на Всемирной промышленной выставке в Вене (1873), в настоящее время установлена у здания заводоуправления АО «Мотовилихинские заводы».
В 1870—1873 гг. — горный начальник Гороблагодатского горного округа. Статский советник (1871).
С 1873 года — зачислен по ГГУ с откомандированием в Уральское горнозаводское Товарищество для управления заводами и каменноугольными копями фирмы.
В 1876 году переведен в Петербург и назначен вице-директором Горного департамента.
С 1878 года — действительный статский советник.
с 1881 года — директор Горного департамента.
В 1882 году уволен от службы согласно прошению по домашним обстоятельствам.
В 1883 году служил главноуправляющим на частных Сергинско-Уфалейских заводах, в частности, входил в состав правления этих заводов.
Автор ряда статей в «Горном журнале» с описанием зарубежного опыта металлургии, а также своей работы на Пермском пушечном заводе. Награждён, денежной премией за «особые труды на Всероссийской мануфактурной выставке» в Петербурге.
Умер 5 мая 1888 года.

## Награды
- Орден Св. Станислава 3-й степени (1860),
- Орден Св. Анны 3-й степени (1863),
- Орден Св. Станислава 2-й степени (1868),
- Орден Св. Владимира 4-й степени (1869),
- Орден Св. Анны 2-й степени (1873),
- Орден Св. Владимира 3-й степени (1876),
- Орден Св. Станислава 1-й степени (1880).

## Семья
Жена, Мария Васильевна, урождённая Воронцова (? — не ранее 1910) — дочь полковника артиллерии.
Дети: Николай (1863—09.01.1892); Вера (1866—?); Зинаида (1871—?), с 26 августа 1894 года замужем за дворянином Александром Александровичем Иосса; Сергей (1876 — не ранее 1912); Любовь (03.05.1878—?); Борис (20.09.1879—?); Ксения (19.08.1881 — ?), с 19 августа 1907 года замужем за сыном статского советника Григорием Андреевичем Иосса.